# 그녀가 바퀴벌레와 다른 점
《그녀가 바퀴벌레와 다른 점》은 2004년 2월 8일에 KBS2에서 방영된 드라마시티이다.

## 줄거리
레스토랑 매니저인 석영(권민중 분)은 회장과의 미묘한 관계로 주위의 눈총을 받지만 개의치 않는다. 수아(고미영 분)의 남자친구 태승도 석영에게 접근한다. 이연(정주은 분)은 7년간 뒷바라지해 온 남자친구에게서 청첩장을 받는다. 노처녀인 세 친구의 남자 관계 때문에 갈등은 깊어가고, 석영은 바퀴벌레 방역업체 직원 범수(정성화 분)의 순박함에 묘한 끌림을 느낀다. 범수를 만나기 위해 석영은 바퀴벌레를 레스토랑과 집에까지 풀어놓았다.

## 등장 인물

### 주요 인물
- 권민중 : 석영 역
- 고미영 : 수아 역
- 정주은 : 이연 역
- 정성화 : 범수 역
- 박형재 : 태승 역

### 그 외 인물
- 강민서
- 이도련
- 김하균
- 강신종
- 강우석
- 신동욱
- 최지혜
- 지현우
- 고규필
- 김현진
- 양주호
- 나경민
- 이지훈
- 김지헌
- 김수연
- 백소미
- 김형찬
- 주부진
- 이종구
- 허충호